# Ickey Ekwonu
Ikemefuna Ekwonu, detto Ickey (Charlotte, 31 ottobre 2000), è un giocatore di football americano statunitense che milita nel ruolo di offensive tackle per i Carolina Panthers della National Football League (NFL).

## Carriera universitaria
Ekwonu partì come tackle sinistro titolare nelle ultime sette gare della sua prima stagione a NC State, venendo premiato come Freshman All-America. Nella seconda stagione divenne la guardia sinistra titolare. In seguito tornò a giocare come tackle sinistro, venendo inserito nella seconda formazione ideale della Atlantic Coast Conference (ACC) sia come guardia che come tackle dall'Associated Press.
Alla fine della stagione 2021 Ekwonu fu premiato con il Jacobs Blocking Trophy come miglior bloccatore della ACC e fu nominato unanimemente All-American.

## Carriera professionistica
Ekwonu era considerato da diverse pubblicazioni come una delle prime scelte nel Draft NFL 2022.
Il 28 aprile venne scelto come sesto assoluto dai Carolina Panthers. Debuttò come professionista partendo come titolare nella gara del primo turno contro i Cleveland Browns. La sua annata si chiuse disputando 16 partite, tutte come titolare.